# 1. Frauenfußballclub Turbine Potsdam 71 2022-2023
Questa voce raccoglie le informazioni riguardanti la sezione di calcio femminile del 1. Frauenfußballclub Turbine Potsdam 71 nelle competizioni ufficiali della stagione 2022-2023.

## Maglie e sponsor
Lo sponsor principale era la catena assicurativa in campo medico Allgemeine Ortskrankenkasse (AOK), quello tecnico, fornitore delle tenute da gioco, era Jako.
|  | Casa | Trasferta |

## Rosa
Rosa, ruoli e numeri di maglia come da sito ufficiale, aggiornata al 16 settembre 2022.
| N. |                          | Ruolo | Calciatrice            |
| -- | ------------------------ | ----- | ---------------------- |
| 3  | Venezuela (bandiera)     | D     | Sonia O'Neill          |
| 4  | Israele (bandiera)       | D     | Irena Kuznezov         |
| 6  | Austria (bandiera)       | C     | Maria Plattner         |
| 7  | Giappone (bandiera)      | C     | Mai Kyōkawa            |
| 8  | Germania (bandiera)      | A     | Laura Radtke           |
| 9  | Germania (bandiera)      | A     | Pauline Deutsch        |
| 10 | Danimarca (bandiera)     | A     | Karoline Smidt Nielsen |
| 11 | Germania (bandiera)      | C     | Jennifer Cramer        |
| 13 | Germania (bandiera)      | D     | Amy König              |
| 14 | Germania (bandiera)      | A     | Sophie Weidauer        |
| 15 | Stati Uniti (bandiera)   | D     | Adrienne Jordan        |
| 16 | Nuova Zelanda (bandiera) | D     | Maya Hahn              |
| 17 | Germania (bandiera)      | A     | Viktoria Schwalm       |
| 18 | Germania (bandiera)      | D     | Wibke Meister          |

| N. |                     | Ruolo | Calciatrice              |
| -- | ------------------- | ----- | ------------------------ |
| 19 | Germania (bandiera) | C     | Alisa Grincenco          |
| 20 | Israele (bandiera)  | C     | Noa Selimhodzic          |
| 21 | Germania (bandiera) | C     | Anna Gerhardt            |
| 22 | Germania (bandiera) | P     | Jil Frehse               |
| 23 | Francia (bandiera)  | D     | Teninsoun Sissoko        |
| 24 | Ghana (bandiera)    | D     | Louisa Aniwaa            |
| 25 | Irlanda (bandiera)  | A     | Amber Barrett            |
| 26 | Polonia (bandiera)  | C     | Martyna Wiankowska       |
| 27 | Germania (bandiera) | C     | Noemi Gentile (capitano) |
| 28 | Slovenia (bandiera) | A     | Adrijana Mori            |
| 29 | Nigeria (bandiera)  | D     | Onyinyechi Zogg          |
| 30 | Germania (bandiera) | P     | Vanessa Fischer          |
| 41 | Germania (bandiera) | P     | Anna Wellmann            |

## Calciomercato

### Sessione estiva
| Acquisti | Acquisti               | Acquisti             | Acquisti                        |
| R.       | Nome                   | da                   | Modalità                        |
| -------- | ---------------------- | -------------------- | ------------------------------- |
| P        | Jil Frehse             | Alemannia Aquisgrana | definitivo                      |
| D        | Adrienne Jordan        | Sand                 | definitivo                      |
| C        | Noemi Gentile          | Sand                 | definitivo                      |
| C        | Marie-Therese Höbinger | Zurigo               | definitivo                      |
| C        | Sonia O'Neill          | Spalato              | definitivo                      |
| C        | Noa Selimhodzic        | Turbine Potsdam      | definitivo                      |
| C        | Martyna Wiankowska     | Czarni Sosnowiec     | definitivo                      |
| C        | Amelie Woelki          | Turbine Potsdam II   | aggregata dalla squadra riserve |
| A        | Amber Barrett          | Colonia              | definitivo                      |
| A        | Adrijana Mori          | Carl Zeiss Jena      | definitivo                      |
| A        | Laura Radke            | Bochum               | definitivo                      |

| Cessioni | Cessioni               | Cessioni        | Cessioni   |
| R.       | Nome                   | a               | Modalità   |
| -------- | ---------------------- | --------------- | ---------- |
| P        | Zala Meršnik           | Huelva          | definitivo |
| D        | Sara Agrež             | Wolfsburg       | definitivo |
| D        | Merle Barth            | Atlético Madrid | definitivo |
| D        | Małgorzata Mesjasz     | Milan           | definitivo |
| C        | Karen Holmgaard        | Everton         | definitivo |
| C        | Marie-Therese Höbinger | Zurigo          | definitivo |
| C        | Gina Chmielinski       | Rosengård       | definitivo |
| C        | Luca Graf              | RB Lipsia       | definitivo |
| C        | Dina Orschmann         | Rangers         | definitivo |
| A        | Selina Cerci           | Colonia         | definitivo |
| A        | Melissa Kössler        | Hoffenheim      | definitivo |
| A        | Lena Uebach            | Colonia         | definitivo |

### Sessione invernale
| Acquisti | Acquisti     | Acquisti   | Acquisti   |
| R.       | Nome         | da         | Modalità   |
| -------- | ------------ | ---------- | ---------- |
| D        | Paige Culver | IFK Kalmar | definitivo |
| C        | Maria Lange  | RB Lipsia  | definitivo |

| Cessioni | Cessioni | Cessioni | Cessioni |
| R.       | Nome     | a        | Modalità |
| -------- | -------- | -------- | -------- |
|          |          |          |          |

## Risultati

### Frauen-Bundesliga

#### Girone di andata
| Arbitro: | Heidenreich (Bad Schwartau) |

|             |           |               |
| Matheis 73’ | Marcatori | 65’ Kuznetsov |

| Arbitro: | Derlin (Bad Schwartau) |

|  |           |                                |
|  | Marcatori | 11’, 72’ Zielinski 51’ Parcell |

| Arbitro: | Duske (Leverkusen) |

|                                                         |           |                                   |
| Beck 8’ Wiankowska 54’ (aut.) Islacker 74’ Moorrees 87’ | Marcatori | 9’ Wiankowska 11’ (aut.) Islacker |

| Arbitro: | Michel (Gau-Odernheim) |

|  |           |                      |
|  | Marcatori | 20’ Popp 90+4’ Pajor |

| Arbitro: | Rafalski (Gudensberg) |

|                 |           |  |
| Josten 52’, 78’ | Marcatori |  |

| Arbitro: | Hussein (Bad Harzburg) |

|  |           |                                                                |
|  | Marcatori | 53’ Vojteková 67’ Bouziane 68’ Hoffmann 80’ Zicai 87’ Steinert |

| Arbitro: | Duske (Leverkusen) |

|                        |           |                |
| Maier 11’ Endemann 50’ | Marcatori | 68’ Wiankowska |

| Arbitro: | Stremel (Nordstemmen) |

|             |           |                                        |
| Deutsch 72’ | Marcatori | 48’ Naschenweng 64’ Memeti 65’ Kössler |

| Arbitro: | Breier (Zerf) |

|                             |           |  |
| Kögel 23’ Senß 59’ Fuso 82’ | Marcatori |  |

| Arbitro: | Duske (Leverkusen) |

|                                         |           |  |
| Pawollek 31’ Prašnikar 41’ Doorsoun 49’ | Marcatori |  |

| Arbitro: | Westerhoff (Bochum) |

|  |           |                                     |
|  | Marcatori | 10’ Stanway 35’ Magull 90’ Dallmann |

#### Girone di ritorno
| Arbitro: | Hussein (Bad Harzburg) |

|             |           |                           |
| Meister 59’ | Marcatori | 18’ Wichmann 39’ Hausicke |

| Arbitro: | Diekmann (Essen) |

|                       |           |  |
| Freutel 14’, 29’, 49’ | Marcatori |  |

| Potsdam 21 marzo 2023, ore 19:00 CET 14ª giornata | Turbine Potsdam             | 0 – 0 referto | Colonia | Karl-Liebknecht-Stadion (757 spett.)\| Arbitro: \| Heidenreich (Bad Schwartau) \| |
| Arbitro:                                          | Heidenreich (Bad Schwartau) |               |         |                                                                                   |

| Arbitro: | Duske (Leverkusen) |

|                                                    |           |  |
| Rauch 27’ Lattwein 67’ Popp 72’, 90+1’ Janssen 86’ | Marcatori |  |

| Arbitro: | Lutz (Poppenhausen) |

|                                  |           |           |
| De Filippo 36’, 66’ Weidauer 50’ | Marcatori | 15’ Weiss |

| Arbitro: | Kost (Holzwickede) |

|  |           |                  |
|  | Marcatori | 55’ (aut.) Felde |

| Arbitro: | Michel (Magonza) |

|  |           |           |
|  | Marcatori | 72’ Maier |

| Arbitro: | Westerhoff (Bochum) |

|                                                       |           |               |
| Kössler 16’ Corley 34’ Memeti 39’, 68’, 81’ Billa 71’ | Marcatori | 38’ Grincenco |

| Arbitro: | Schwermer (Ballenstedt) |

|             |           |                                            |
| Kyōkawa 21’ | Marcatori | 5’, 32’ Wieder 12’, 47’ Baijings 45’ Marti |

| Arbitro: | Breier (Zerf) |

|  |           |                            |
|  | Marcatori | 51’, 54’ Anyomi 84’ Wamser |

| Arbitro: | Joos (Leinfelden-Echterdingen) |

| |           |             |
| Kumagai 4’, 21’, 52’ Schüller 13’, 89’ Damnjanović 24’, 30’ Stanway 32’ Magull 37’ Simon 49’ Viggósdóttir 75’ | Marcatori | 64’ Schwalm |

### DFB-Pokal
| Arbitro: | Heidenreich (Bad Schwartau) |

|                                      |                      |                                           |
| Behrend 53’ Yaren 71’ Trapp 75’, 94’ | Marcatori            | 9’ Kyōkawa 24’, 111’ Weidauer 86’ Barrett |
| Trapp Sange Sänger Friedl Statz      | Tiri di rigore 2 – 3 | Wiankowska ??? Weidauer Gentile           |

| Arbitro: | Schwermer (Ballenstedt) |

|                 |           |                        |
| Selimhodzic 57’ | Marcatori | 86’ Bienz 99’ Moorrees |

## Statistiche

### Statistiche di squadra
| Competizione         | Punti | In casa | In casa | In casa | In casa | In casa | In casa | In trasferta | In trasferta | In trasferta | In trasferta | In trasferta | In trasferta | Totale | Totale | Totale | Totale | Totale | Totale | DR  |
| Competizione         | Punti | G       | V       | N       | P       | Gf      | Gs      | G            | V            | N            | P            | Gf           | Gs           | G      | V      | N      | P      | Gf     | Gs     | DR  |
| -------------------- | ----- | ------- | ------- | ------- | ------- | ------- | ------- | ------------ | ------------ | ------------ | ------------ | ------------ | ------------ | ------ | ------ | ------ | ------ | ------ | ------ | --- |
| Frauen Bundesliga    | 39    | 11      | 1       | 1       | 9       | 6       | 28      | 11           | 1            | 1            | 9            | 7            | 40           | 22     | 2      | 2      | 18     | 13     | 68     | -55 |
| DFB-Pokal der Frauen | -     | 1       | 0       | 0       | 1       | 1       | 2       | 1            | 0            | 1            | 0            | 4            | 4            | 2      | 0      | 1      | 1      | 5      | 6      | -1  |
| Totale               | -     | 12      | 1       | 1       | 10      | 7       | 30      | 12           | 1            | 2            | 9            | 11           | 44           | 24     | 2      | 3      | 19     | 18     | 74     | -56 |

### Andamento in campionato
| Giornata  | 1 | 2 | 3  | 4  | 5  | 6  | 7  | 8  | 9  | 10 | 11 | 12 | 13 | 14 | 15 | 16 | 17 | 18 | 19 | 20 | 21 | 22 |
| --------- | - | - | -- | -- | -- | -- | -- | -- | -- | -- | -- | -- | -- | -- | -- | -- | -- | -- | -- | -- | -- | -- |
| Luogo     | T | C | T  | C  | T  | C  | T  | C  | T  | T  | C  | C  | T  | T  | C  | C  | T  | C  | T  | C  | C  | T  |
| Risultato | N | P | P  | P  | P  | P  | P  | P  | P  | P  | P  | P  | P  | P  | N  | V  | V  | P  | P  | P  | P  | P  |
| Posizione | 5 | 9 | 10 | 12 | 12 | 12 | 12 | 12 | 12 | 12 | 12 | 12 | 12 | 12 | 12 | 12 | 12 | 12 | 12 | 12 | 12 | 12 |

Legenda:

Luogo: C = Casa; T = Trasferta. Risultato: V = Vittoria; N = Pareggio; P = Sconfitta.

### Statistiche delle giocatrici
| Giocatore   | Frauen-Bundesliga | Frauen-Bundesliga | Frauen-Bundesliga | Frauen-Bundesliga | DFB-Pokal der Frauen | DFB-Pokal der Frauen | DFB-Pokal der Frauen | DFB-Pokal der Frauen | Totale   | Totale | Totale      | Totale     |
| Giocatore   | Presenze          | Reti              | Ammonizioni       | Espulsioni        | Presenze             | Reti                 | Ammonizioni          | Espulsioni           | Presenze | Reti   | Ammonizioni | Espulsioni |
| ----------- | ----------------- | ----------------- | ----------------- | ----------------- | -------------------- | -------------------- | -------------------- | -------------------- | -------- | ------ | ----------- | ---------- |
| L. Aniwaa   | 2                 | 0                 | 0                 | 0                 | 1                    | 0                    | 0                    | 0                    | 3        | 0      | 0           | 0          |
| A. Barrett  | 17                | 0                 | 1                 | 0                 | 1                    | 1                    | 0                    | 0                    | 18       | 1      | 1           | 0          |
| J. Cramer   | 13                | 0                 | 3                 | 1                 | 2                    | 0                    | 0                    | 0                    | 15       | 0      | 3           | 1          |
| V. Fischer  | 6                 | -14               | 0                 | 1                 | -                    | -                    | -                    | -                    | 6        | -14    | 0           | 1          |
| J. Frehse   | 2                 | -5                | 0                 | 0                 | 0                    | 0                    | 0                    | 0                    | 2        | -5     | 0           | 0          |
| N. Gentile  | 2                 | 0                 | 0                 | 0                 | 1                    | 0                    | 0                    | 0                    | 3        | 0      | 0           | 0          |
| A. Jordan   | 19                | 0                 | 0                 | 0                 | 1                    | 0                    | 1                    | 0                    | 20       | 0      | 1           | 0          |
| L. Radke    | 6                 | 0                 | 0                 | 0                 | 1                    | 0                    | 0                    | 0                    | 7        | 0      | 0           | 0          |
| A. Wellmann | 15                | -49               | 0                 | 0                 | 2                    | -5                   | 1                    | 0                    | 17       | -54    | 1           | 0          |
| A. Woelki   | 6                 | 0                 | 0                 | 0                 | 1                    | 0                    | 0                    | 0                    | 7        | 0      | 0           | 0          |